# Bittelbronn (Möckmühl)
Bittelbronn ist ein Ortsteil der Stadt Möckmühl im Landkreis Heilbronn im nördlichen Baden-Württemberg mit rund 190 Einwohnern.

## Geographie
Bittelbronn liegt etwa vier Kilometer nordwestlich von Möckmühl auf einem sich nördlich des Jagsttals zwischen den Tälern der Seckach und der Sulz ausdehnenden Höhenzug.

## Geschichte
Der Ortsname wird auf die Gründung des Ortes durch einen „Büttel“, d. h. einen Gerichtsdiener des Zentgerichts in Möckmühl, um das Jahr 1000 zurückgeführt. Der Ort war Königs- oder Reichsgut wie Möckmühl und teilt im Wesentlichen dessen Geschichte. Die Markung von Bittelbronn kam 1042 unter die Oberhoheit des Bistums Würzburg und später als Lehen an die Herren von Dürn und von diesen an die Grafen von Hohenlohe. Erstmals erwähnt wurde Bittelbronn in einer Urkunde des Stifts Odenheim aus dem Jahr 1161. Im Jahr 1334 verkaufte der Frühmesser in Hohbach seine Güter in Bittelbronn an das Kloster Schöntal. 1445 erwarb die Kurpfalz den Ort, verlor ihn aber 1504 im Landshuter Erbfolgekrieg mit weiteren Besitztümern an Württemberg.
Kirchlich unterstand Bittelbronn dem Stift Mosbach, das den Ort 1549 gemeinsam mit der Pfarrei in Möckmühl an Württemberg abtrat, wodurch die Reformation in dem Ort vollzogen wurde. 1555 wurde ein eigener Friedhof im Ort angelegt.
Im Dreißigjährigen Krieg war der Ort nahezu entvölkert, von den angestammten Familien hat nur eine den Krieg überdauert. 1836 wurde Bittelbronn zur selbstständigen Gemeinde, woraufhin 1838 das Rathaus entstand und eine eigene Pfarrei errichtet wurde. Im Jahr 1908 erhielt Bittelbronn eine Wasserleitung. Im selben Jahr wurde ein neues Schulhaus errichtet, danach diente das alte Schulhaus von 1818 als Rathaus.
1933 und 1939 wurden jeweils 220 Einwohner gezählt. Am 1. März 1972 wurde Bittelbronn nach Möckmühl eingemeindet. Bittelbronn hatte am 31. Dezember 2007 171 Einwohner.

## Bauwerke
- Auf dem 1555 angelegten Friedhof von Bittelbronn befindet sich eine alte Kapelle, die einst dem hl. Matthias geweiht war und 1860 renoviert wurde. Das Friedhofstor ist als Kriegerdenkmal gestaltet.
- Das Feuerwehrhaus des Ortes datiert auf 1818. Es wurde einst als Schulhaus erbaut und ab 1908 als Rathaus genutzt. Sein Portal weist eine kuriose Inschrift auf, die besagt, dass das Gebäude in diesem Jahr „bei Biernmost u. Brandenwein“ aufgeschlagen wurde.

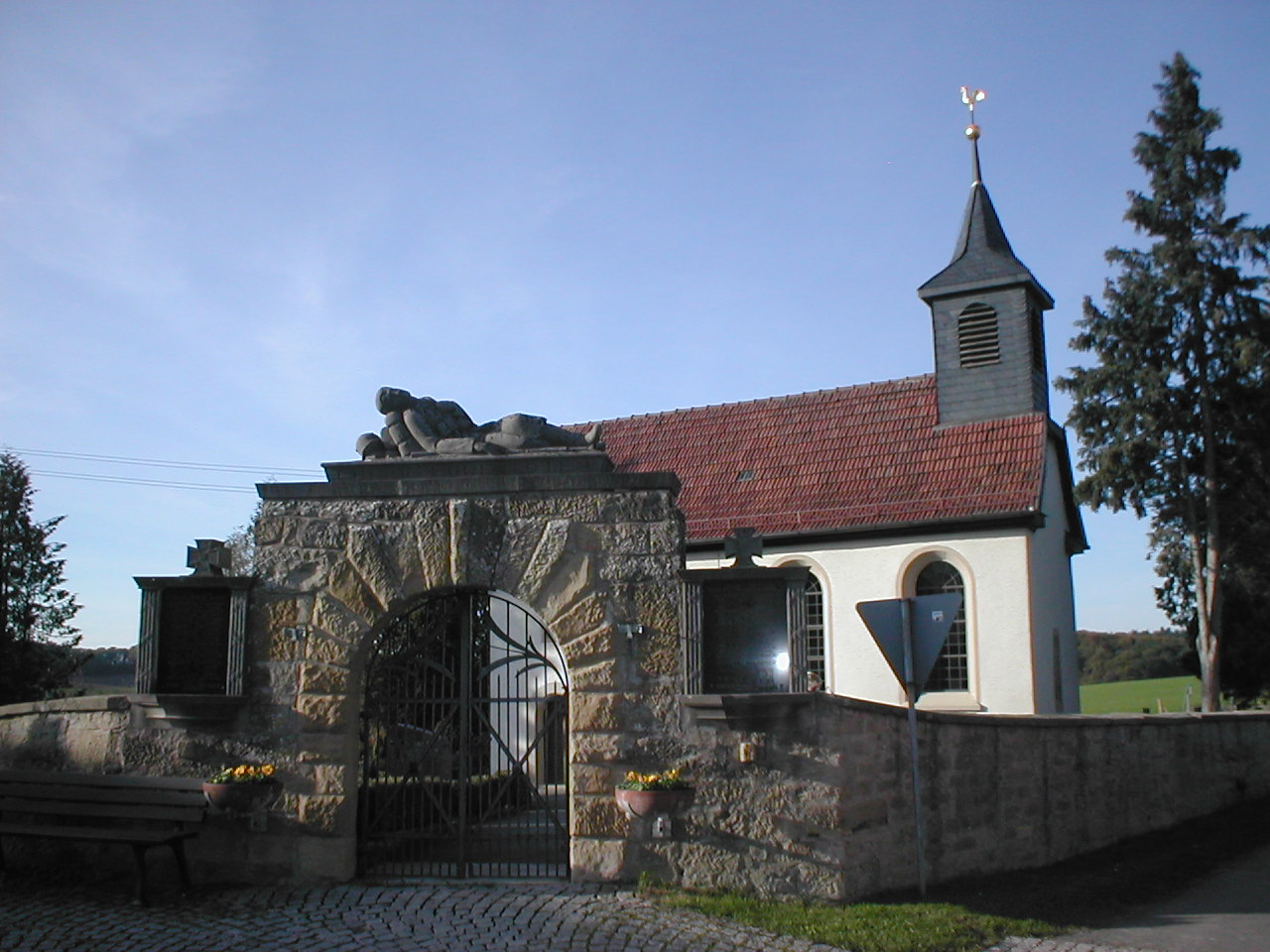
Friedhofskapelle mit Kriegerdenkmal
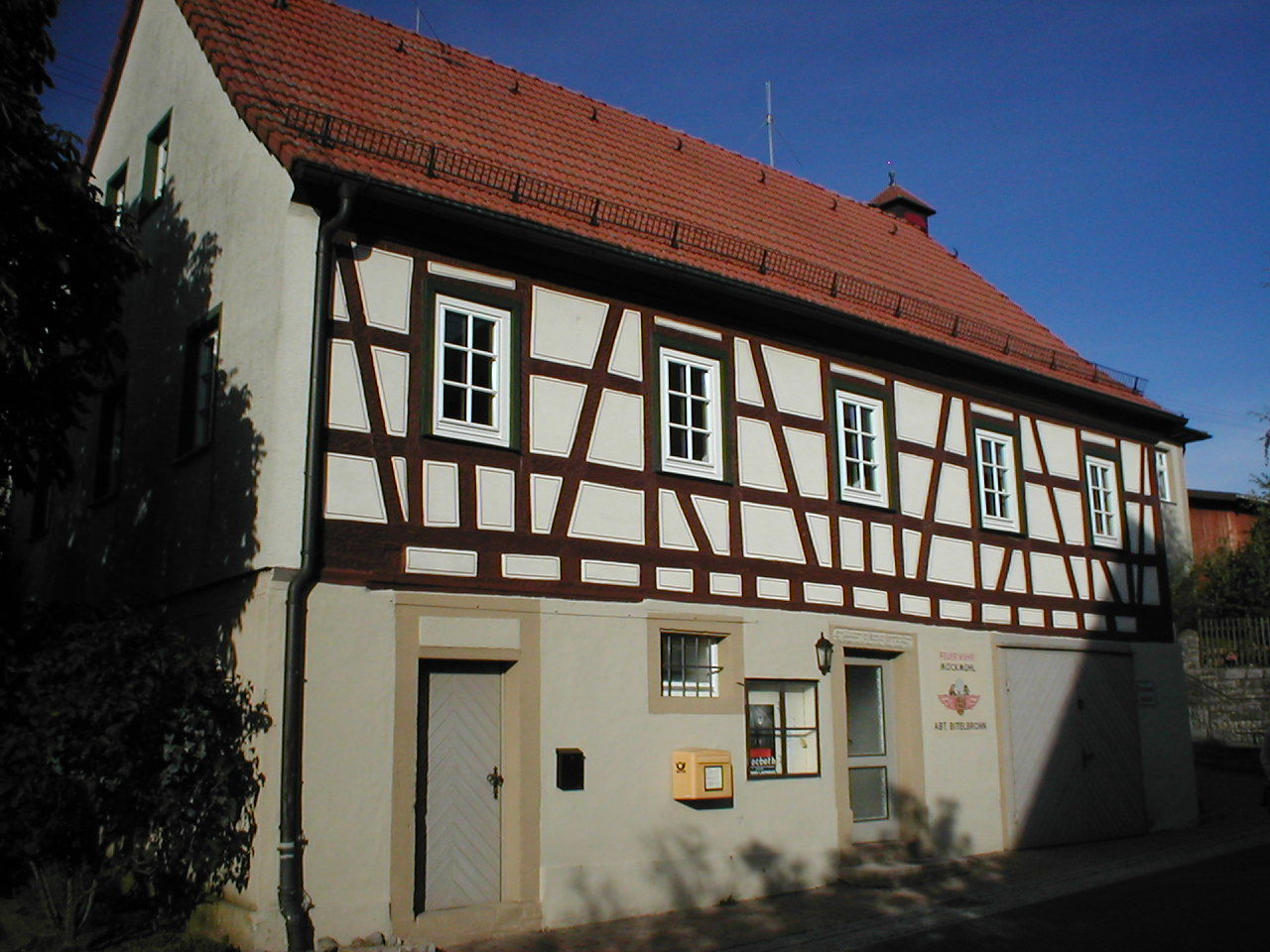
Feuerwehrhaus von 1818